# Шмид, Романо
Рома́но Кри́стиан Шмид (нем. Romano Christian Schmid; родился 27 января 2000 года в Грац, Австрия) — австрийский футболист, полузащитник клуба «Вердер» и сборной Австрии. Участник чемпионата Европы 2024.

## Клубная карьера

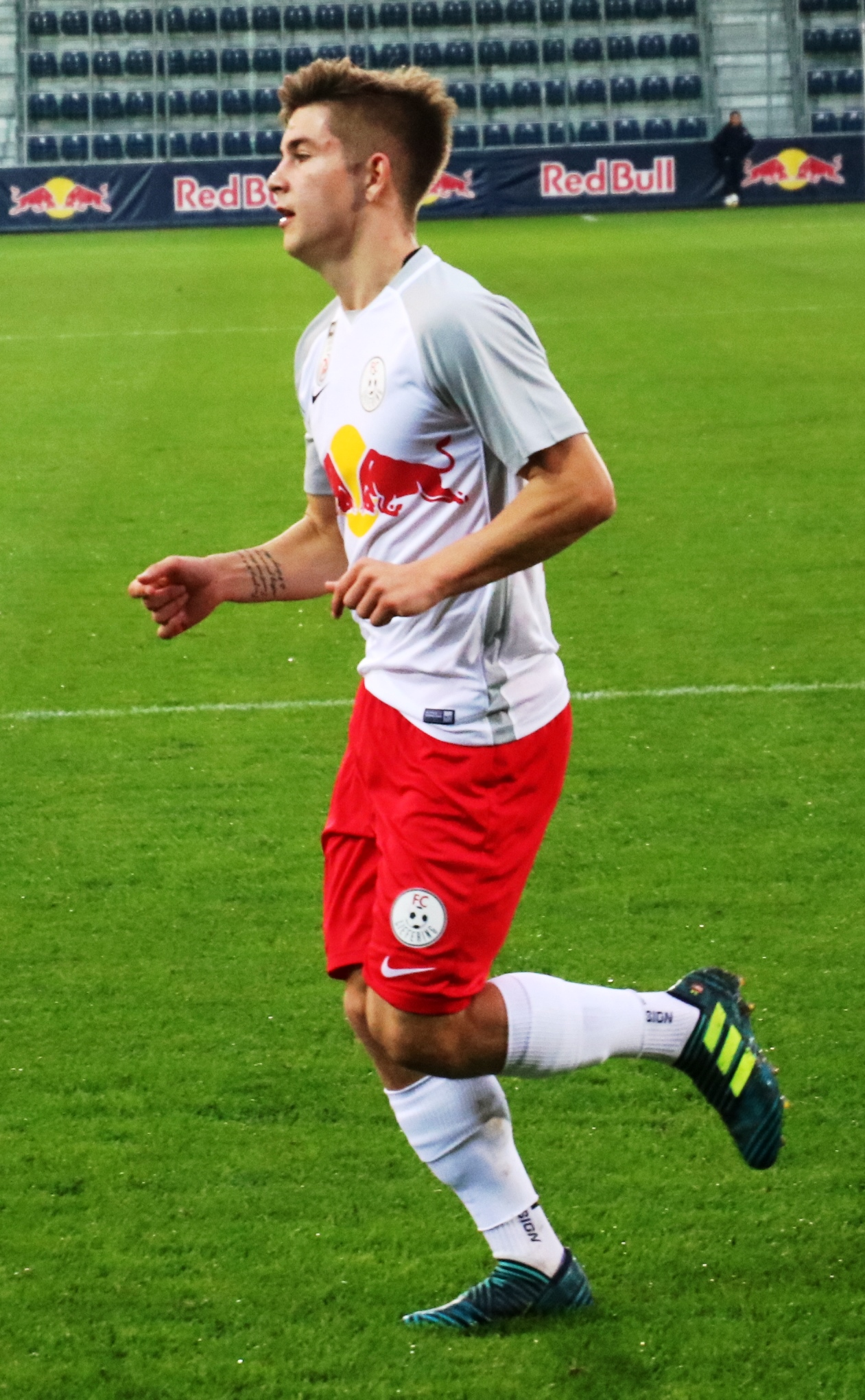
Шмид в составе «Лиферинга»

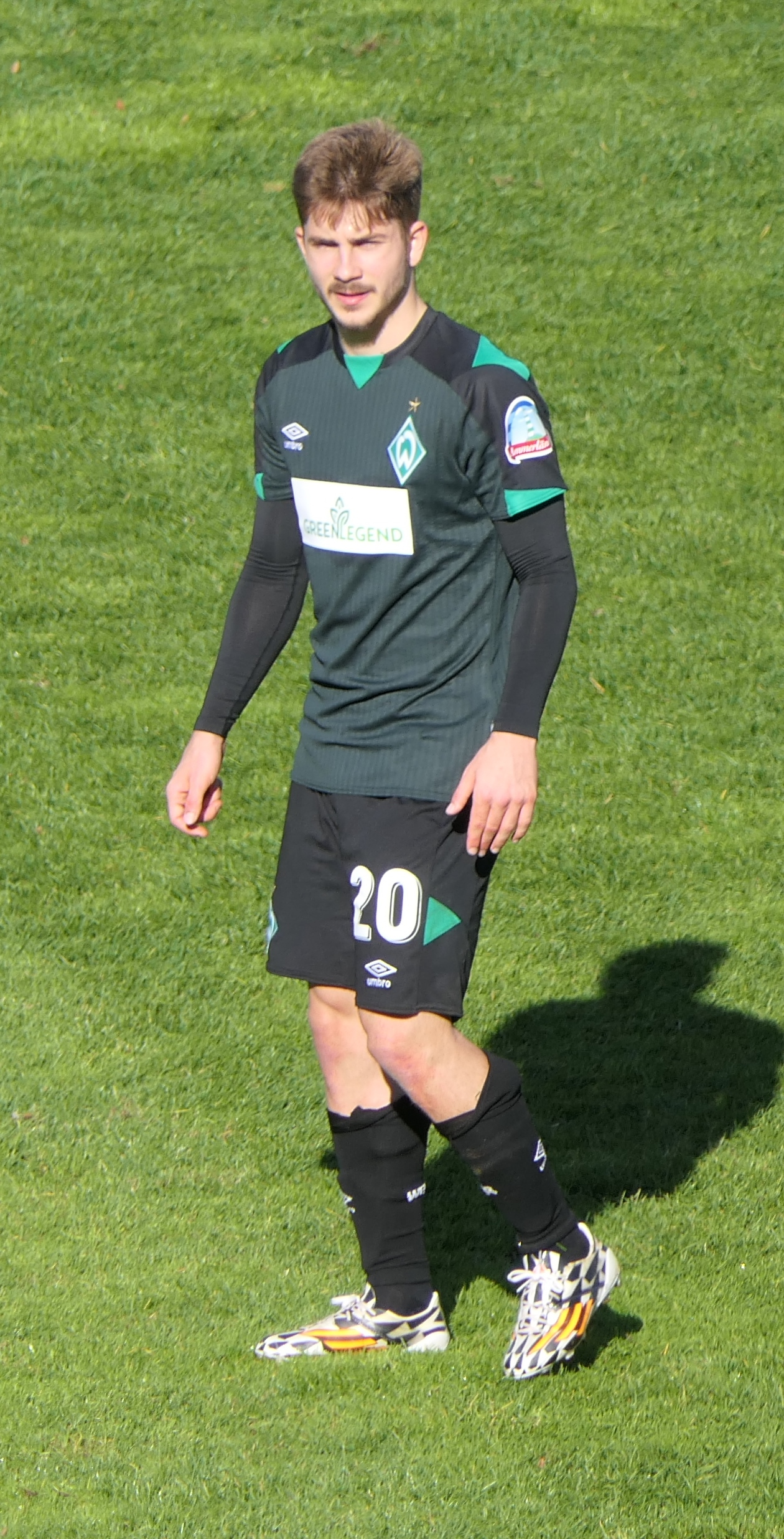
Шмид в составе «Вердера»

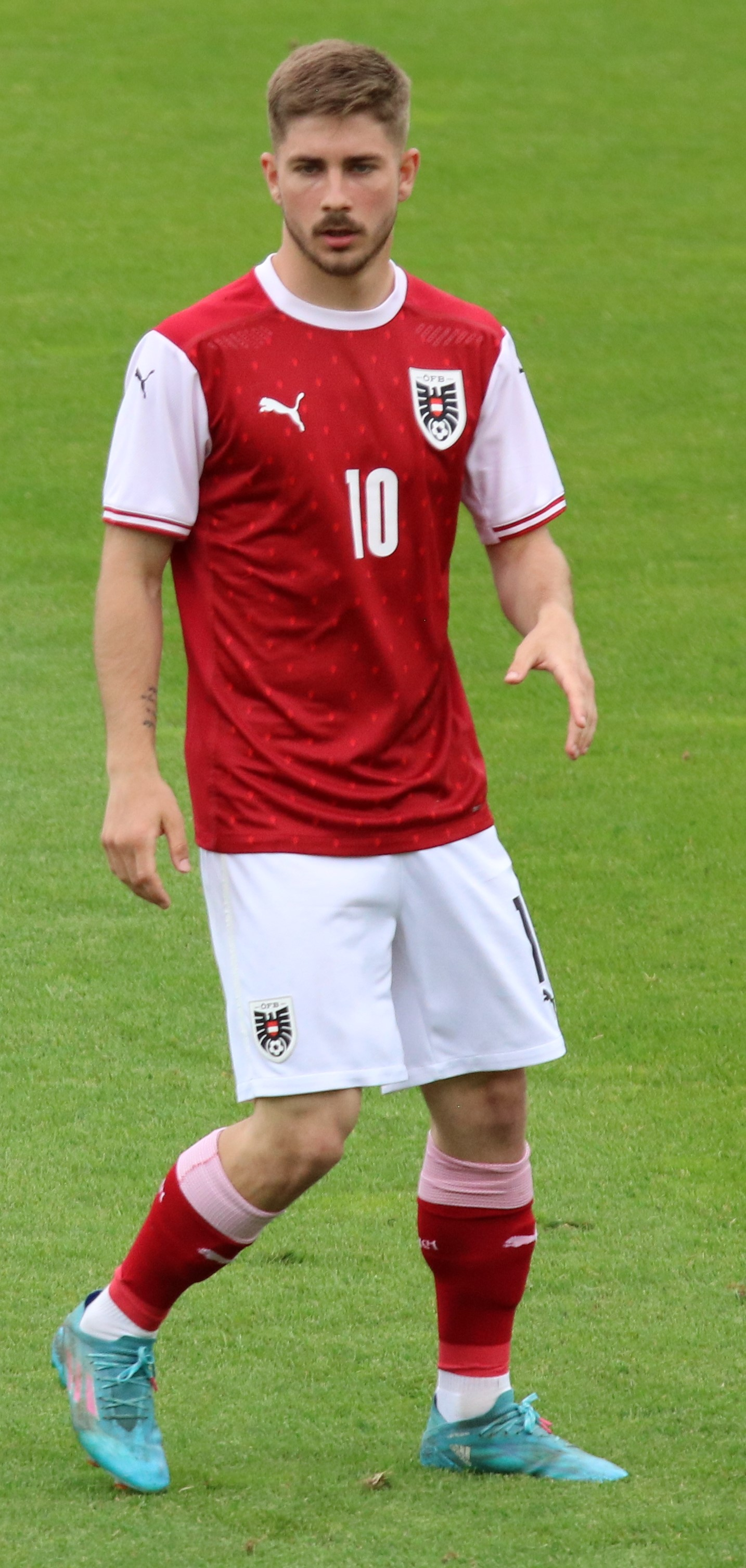
Шмид в составе сборной Австрии

Шмид — воспитанник клуба «Штурм» из своего родного города. 28 мая 2017 года в матче против «Вольфсьерга» он дебютировал в австрийской Бундеслиге. Летом того же года Романо перешёл в зальцбургский «Ред Булла». Из-за высокой конкуренции, Шмид начал выступать за фарм-клуб «быков» — «Лиферинг». 25 августа в матче против «Аустрии» из Лустенау он дебютировал в Первой лиге Австрии. В поединке против «Капфенберга» Романо забил свой первый гол за «Лиферинг». 27 августа в матче против венской «Аустрии» он дебютировал за основной состав «Ред Булл Зальцбург». В октябре 2018 года выбыл из строя на длительный срок в связи с инфекцией кости. 
В начале 2019 года Шмид перешёл в бременский «Вердер». Сумма трансфера составила 1 млн. евро. Летом того же года игрок был арендован клубом «Вольфсберг». 23 февраля в матче против «Райндорф Альтах» он дебютировал за новую команду. 4 июля в поединке против «Санкт-Пёльтен» Романо забил свой первый гол за «Вольфсберг». 
После окончания аренды игрок вернулся в «Вердер». 12 июня 2020 года в матче против «Штутгарта» он дебютировал в немецкой Бундеслиге. По итогам сезона клуб вылетел из элиты, но игрок остался в команде. 24 июля 2021 года в матче против «Ганновер 96» он дебютировал во Второй Бундеслиге. 3 декабря в поединке против «Эрцгебирге» Романо забил свой первый гол за «Вердер». По итогам сезона игрок помог команде вернуться в элиту.

## Международная карьера
В 2016 году в составе юношеской сборной Австрии Шмид принял участие в юношеском чемпионате Европы в Азербайджане. На турнире он сыграл в матчах против команд Боснии и Герцеговины, Украины, Германии и Португалии. В поединке против украинцев Романо забил гол.
22 сентября 2022 года в матче Лиги наций против сборной Франции Шмид дебютировал за сборную Австрии. 
В 2024 году Шмид принял участие в чемпиоанте Европы в Германии. На турнире он сыграл в матчах против сборных Франции, Польши, Нидерландов и Турции. В поединке против нидерландцев Романо забил свой первый гол за национальную команду.

### Голы за сборную Австрии
| # | Дата           | Место                                 | Противник  | Счёт | Результат | Соревнование              |
| - | -------------- | ------------------------------------- | ---------- | ---- | --------- | ------------------------- |
| 1 | 25 июня 2024   | Олимпийский стадион, Берлин, Германия | Нидерланды | 1:2  | 2:3       | Чемпионат Европы 2024     |
| 2 | 17 ноября 2024 | Эрнст Хаппель, Вена, Австрия          | Словения   | 1:0  | 1:1       | Лига наций УЕФА 2024/2025 |